# Казимирчук Петро Григорович
Казимирчук (Сеньков) Петро Григорович (1890 — 7 грудня 1937), член ВУЦВК.

## Біографія
Народився в козацькій родині в лютому 1890. Отримав середню освіту, навчаючись 4 роки в 4-х класному народному училищі міста Керчі. У 1905—1906 році навчався в друкарні «Крісті» в Керчі. У 1906—1908 році був учнем на машинобудівному заводі. У 1908—1909 був членом партії анархістів-комуністів. У 1908—1909 працював маляром Брянського заводу міста Керч.
У 1911 році покинув Крим переїхав до Бердянська де працював маляром до 1913 року.
У 1913 році переїхав до Донбасу де теж працював маляром. У 1914 році переїхав до Іловайська де працював маляром на депо, ст. Іловайськ, Південна залізниця. У 1915 році переїхав до Горлівки де працював маляром на артилерійського заводі. Після Лютневої революції в березні вступив в РСДРП (б). 17 липня Петро Казимирчук став головою Горлівського РК РСДРП (б). З 17 вересня Петро став головою Микитівської районного Ради робітничих і солдатських депутатів в Горлівці на цій посаді він пробув до квітня 1918 року. У 1918 його призначили уповноваженим РКП (б) по боротьбі з частинами Армії УНР та австро-німецьких частин, уповноаженим ЦК КП (б) України по організації підпілля в Сумському повіті наприкінці 1918 початку 1919 року. Після створення Донецької губернії в лютому 1919 року Петро Казимирчук був членом Донецького губкому КП (б) України і членом Донецького губревкому до травня 1919 року. З 19 травня Петро Казимирчук став членом Донецького губвиконкому.
З березня 1917 р. — член виконкому Горлівської ради робітничих депутатів, з липня 1917 р. — голова виконкому рад робітничих депутатів Горлівсько-Щербинівського району. В 1918 р. та протягом лютого-липня 1920 р. — голова Бахмутського повітового виконавчого комітету. Згодом — у Червоній армії та партійній і господарській роботі.
Репресований у 1937 р.